# Sent Martin de Güeina
Sent Martin de Güeina (en francès Saint-Martin-de-Goyne) és un municipi francès situat al departament del Gers i a la regió d'Occitània.

## Demografia
| 1962                                       | 1968 | 1975 | 1982 | 1990 | 1999 | 2006 |
| ------------------------------------------ | ---- | ---- | ---- | ---- | ---- | ---- |
| 170                                        | 138  | 147  | 117  | 117  | 109  | 124  |
| Des de 1962: població sense dobles comptes |      |      |      |      |      |      |

## Administració
| Període   | Identitat       | Partit |
| --------- | --------------- | ------ |
| 2001-2008 | Alain Dabos     |        |
| 2008-     | Reine Marmouget |        |